# 곤지암중학교
곤지암중학교(昆池岩中學校)는 대한민국 경기도 광주시 곤지암읍 곤지암리에 있는 공립 중학교이다.

## 학교 연혁
- 1955년 4월 27일 : 곤지암중학교 설립인가
- 1955년 5월 25일 : 곤지암중학교 개교
- 1955년 7월 19일 : 초대 남경우 교장 취임
- 1969년 7월 23일 : 광주동중학교 교명 변경
- 1998년 9월 1일 : 곤지암중학교 신축교사 준공 이전
- 2004년 3월 1일 : 곤지암중학교 교명 변경
- 2007년 3월 8일 : 신관 신축 (다목적실, 음악실, 미술실)
- 2014년 11월 24일 : 한울관 신축 (급식실, 펜싱연습실, 체육관)
- 2023년 1월 10일 : 제66회 173명 졸업(누적 13,040명)
- 2023년 3월 1일 : 제27대 황병태 교장 취임
- 2024년 3월 4일 : 신입생 159명 입학

## 참고 자료
- 곤지암중학교 - 한국교육학술정보원 학교알리미